# Jan Hoogcarspel
Jan Hoogcarspel (Amsterdam, 6 april 1888 - Rotterdam, 20 november 1975) was een Nederlands leraar en politicus.
Hoogcarspel was een communistisch Tweede Kamerlid. Hij was de zoon van een Utrechtse sigarenwinkelier, die zich eerst aansloot bij de SDAP maar na de scheuring in 1919 communist werd. Hij was leraar in Rotterdam en leider van de Communistische Partij in de havenstad. Na de oorlog werd hij fractieleider van de CPN in de Rotterdamse gemeenteraad en bekwaam parlementariër. Hoogcarspel kwam in 1958 in conflict met de CPN. Hij was een van de weinige communisten in de Kamer die daar bij andersdenkenden waardering ondervond.
- Biografisch Portaal: 44456224
- Parlement.com: vg09ll1sjgvo